# 奥特巴赫
奥特巴赫是德国莱茵兰-普法尔茨州的一个市镇。总面积6.20平方公里，总人口3992人，其中男性1963人，女性2029人（2011年12月31日），人口密度644人/平方公里。